# Maksim Czudinow
Maksim Walerjewicz Czudinow, ros. Максим Валерьевич Чудинов (ur. 25 marca 1990 w Czerepowcu) – rosyjski hokeista, reprezentant Rosji.

## Kariera
- Siewierstal Czerepowiec (2005-2012)
- Ałmaz Czerepowiec (2009-2012)
- SKA Sankt Petersburg (2012-2017)
- Awangard Omsk (2017-2021)
- Ak Bars Kazań (2022)
- Spartak Moskwa (2022-2023)
- Admirał Władywostok (2023-)

Wychowanek Siewierstali Czerepowiec. Od końca maja 2012 zawodnik SKA Sankt Petersburg. Pod koniec kwietnia 2014 przedłużył kontrakt z klubem o dwa lata. Od października 2017 zawodnik Awangardu Omsk. W sierpniu 2021 jego kontrakt został rozwiązany. Po rocznej przerwie bez gry w lipcu 2022 został zawodnikiem Ak Barsa Kazań. W listopadzie 2022 przeszedł do Spartaka Moskwa. W maju 2023 został zawodnikiem Admirała Władywostok.
Uczestniczył w turniejach mistrzostw świata w 2014, 2015, 2016.

## Sukcesy
Reprezentacyjne
- Złoty medal mistrzostw świata juniorów do lat 18: 2007
- Srebrny medal mistrzostw świata do lat 18: 2008
- Brązowy medal mistrzostw świata juniorów do lat 20: 2008, 2009
- Złoty medal mistrzostw świata: 2014
- Srebrny medal mistrzostw świata: 2015
- Brązowy medal mistrzostw świata: 2016

Klubowe
- Puchar Kontynentu: 2013 ze SKA
- Brązowy medal mistrzostw Rosji: 2013 ze SKA
- Puchar Gagarina – mistrzostwo KHL: 2015, 2017 ze SKA, 2021 z Awangardem Omsk
- Złoty medal mistrzostw Rosji: 2015, 2017 ze SKA, 2021 z Awangardem Omsk
- Finał KHL o Puchar Gagarina: 2019 z Awangardem Omsk
- Srebrny medal mistrzostw Rosji: 2019 z Awangardem Omsk

Indywidualne
- Mistrzostwa Świata Juniorów w Hokeju na Lodzie 2010/Elita:
  - Jeden z trzech najlepszych zawodników reprezentacji
- KHL (2011/2012):
  - Czwarte miejsce w klasyfikacji asystentów wśród obrońców w sezonie zasadniczym: 26 asyst
  - Piąte miejsce w klasyfikacji kanadyjskiej wśród obrońców w sezonie zasadniczym: 35 punktów
  - Mecz Gwiazd KHL
- KHL (2013/2014):
  - Najlepszy obrońca miesiąca - październik 2013[8]
  - Mecz Gwiazd KHL[9]
  - Czwarte miejsce w klasyfikacji +/- w sezonie zasadniczym: +30
- Channel One Cup 2013:
  - Pierwsze miejsce w klasyfikacji strzelców turnieju: 3 gole
  - Pierwsze miejsce w klasyfikacji kanadyjskiej turnieju: 3 punkty
- KHL (2014/2015):
  - Najlepszy obrońca miesiąca - październik 2014[10], kwiecień 2015[11]
  - Pierwsze miejsce w klasyfikacji asystentów wśród obrońców w fazie play-off: 8 asyst
  - Drugie miejsce w klasyfikacji kanadyjskiej wśród obrońców w fazie play-off: 9 punktów
  - Pierwsze miejsce w klasyfikacji +/- w fazie play-off: +13
  - Pierwsze miejsce w klasyfikacji liczby zablokowanych w fazie play-off: 48
  - Pierwsze miejsce w klasyfikacji wykonanych uderzeń ciałem w fazie play-off: 56
  - Złoty Kask (przyznawany sześciu zawodnikom wybranym do składu gwiazd sezonu)
- KHL (2015/2016):
  - Pierwsze miejsce w klasyfikacji liczby zablokowanych strzałów w sezonie zasadniczym: 113
- KHL (2016/2017):
  - Drugie miejsce w klasyfikacji +/- w sezonie zasadniczym: +33
- KHL (2018/2019):
  - Najlepszy obrońca etapu - półfinały konferencji[12]
- KHL (2018/2019):
  - Drugie miejsce w klasyfikacji liczby zablokowanych strzałów w sezonie zasadniczym: 99[13]
  - Piąte miejsce w klasyfikacji kanadyjskiej wśród obrońców w fazie play-off: 7 punktów

Wyróżnienie
- Zasłużony Mistrz Sportu Rosji w hokeju na lodzie (2014)

Odznaczenie
- Order Honoru (2014)[14]